# Фейгин, Александра
Александра Фейгин (род. 22 декабря 2002, Иерусалим) — болгарская фигуристка, выступающая в одиночном катании. Пятикратная чемпионка Болгарии (2017, 2019—2021, 2023) и участница Олимпийских Игр (2022).
По состоянию на 30 декабря 2024 года занимает 46-е место в рейтинге Международного союза конькобежцев.

## Карьера

### Ранние годы
Александра Фейгин родилась 22 декабря 2002 года в Иерусалиме, Израиль. Начала заниматься фигурным катанием в 2009 году. Тренируется в Софии в клубе «Ice Dance Denkova-Staviski SC» под руководством Андрея Лутая и его жены Ины. С 2010 года она начала выступать за Болгарию на международных соревнованиях. С ноября 2013 года по февраль 2016 года Фейгин участвовала на турнирах детского уровня (англ. Novice). Стала двукратной победительницей международного турнира Skate Helena, а также выиграла турниры Denkova-Staviski Cup и Sportland Trophy.

### Сезон 2016/2017
В начале сентября 2016 года дебютировала в юниорской серии Гран-при. На этапе в Остраве, в короткой программе, допустив несколько ошибок, заняла двадцать второе место, но значительно лучше исполнив произвольную (одиннадцатый результат), заняла итоговое пятнадцатое место, с суммой баллов 113,65. Спустя месяц, на этапе юниорской серии Гран-при в Словении финишировала девятой.
В октябре стала победительницей Denkova-Staviski Cup, выиграв короткую и произвольную программы набрала 154,58 балла. В декабре, в Болгарии на турнире Sofia Trophy завоевала серебряную медаль. 
В марте 2017 года она приняла участие в чемпионате мира среди юниоров в Тайбэе. Заняв двадцать пятое место в короткой программе, Александра не квалифицировалась в произвольную программу.

### Сезон 2017/2018
Новый сезон Александра начала в Минске, где в сентябре, на этапе юниорской серии Гран-при, заняла тринадцатое место. На втором для себя этапе юниорской серии Гран-при, проходившем в Италии, выступила несколько хуже, завершив турнир на пятнадцатом месте с суммой 117.28 баллов.
В начале ноября во второй раз подряд, выиграла турнир Denkova-Staviski Cup. Также, в течение сезона стала победительницей двух турниров: Open Ice Mall Cup и Sofia Trophy.
В марте на домашнем, проводимом в Софии, чемпионате мира среди юниоров, Фейгин по результатам короткой программы, квалифицировалась в произвольную, набрав по сумме двух программ 147.50 баллов, заняла пятнадцатое место. Россиянка Александра Трусова выиграла этот турнир, и установила мировой рекорд по технической оценке в произвольной программе (92,35). В том же месяце, на турнире Balkan Games, Фейгин завоевала золотую награду.

### Сезон 2018/2019
В Дортмунде на летнем турнире NRW Trophy 2018, Фейгин начала с победы новый сезон. С результатом 140,41 баллов за две программы, Александра завоевала золотую медаль. В течение августа она стартовала в юниорской серии Гран-при, заняв одиннадцатое место на этапе в Словакии и восьмое в Канаде. В октябре, в румынском городе Отопень, впервые приняла участие в международном турнире на взрослом уровне. Заняла первое место с суммой 155,99, выиграв обе программы.
На чемпионате Европы 2019 года стала одиннадцатой, с итоговым результатом 164,20. В короткой программе, по сумме баллов превзошла Станиславу Константинову, в итоге финишировавшую на четвёртой позиции. В начале февраля, за явным преимуществом, выиграла турнир Sofia Trophy. Набрав за обе программы 193,40 баллов, и опередив ближайшую конкурентку более чем на 35 баллов.
В марте на чемпионате мира среди юниоров 2019 года, допустив падения и в короткой и в произвольной программе, заняла итоговое двадцать второе место. В том же месяце, на взрослом чемпионате мира в Сайтаме, финишировала во второй десятке, на семнадцатом месте с суммой баллов 165,31. Она закончила международный сезон на турнире Skate Victoria 2019. Лидируя после короткой программы, Александра допустила одно падение в произвольной программе, и с результатом 183,08 баллов заняла второе место.

## Программы
| Сезон     | Короткая программа | Произвольная программа | Показательное выступление      |
| --------- | --- | --- | ------------------------------ |
| 2022–2023 | - «Onegin's Theme» (из фильма «Онегин») Магнус Файнс - «Prodigy» Котаро Накагава                                         | - «Бумажный дом»: - «My Life Is Going On» Cecilia Krull - «Berlin» Young DiCaprio - «Faithful Fate» Brand X Music - Ti amo Умберто Тоцци |                                |
| 2021–2022 | - «Terry's Theme» (из фильма «Огни рампы») Чарли Чаплин                                                                  | - «Supplication of the Firebird» (из балета «Жар-птица») Игорь Стравинский                                                               |                                |
| 2020–2021 | - «Список Шиндлера» Джон Уильямс - «Horizons» Ashram                                                                     | - «Moonlight» Дженнифер Томас, Viktoria Tocca - «Соната для фортепиано № 14» Людвиг ван Бетховен                                         |                                |
| 2019–2020 | - «Список Шиндлера» Джон Уильямс - «Horizons» Ashram                                                                     | - «Отель „Гранд Будапешт“» Александр Деспла - «Passagers» Les 7 Doigts                                                                   |                                |
| 2018–2019 | - «Список Шиндлера» Джон Уильямс - «Horizons» Ashram - «Minnie the Moocher» Кэб Кэллоуэй - «Jailhouse Rock» Элвис Пресли | - «Отель „Гранд Будапешт“» Александр Деспла - «Passagers» Les 7 Doigts - «Щелкунчик» Пётр Чайковский                                     |                                |
| 2017–2018 | - «Minnie the Moocher» Кэб Кэллоуэй - «Jailhouse Rock» Элвис Пресли                                                      | - «Алиса в Зазеркалье» Дэнни Эльфман - «Just like Fire» Pink                                                                             | - «По-полека» Стефан Вълдобрев |
| 2016–2017 | - «Кумпарсита» Мильва - «Can’t Help Falling in Love» Элвис Пресли - «Long Tall Sally» Литл Ричард                        | - «Алиса в Зазеркалье» Дэнни Эльфман - «Just like Fire» Pink - «Una Música Brutal» Gotan Project - «Yo soy María» Мильва                 |                                |

## Результаты
| Соревнования                 | 16/17         | 17/18         | 18/19         | 19/20         | 20/21         | 21/22         | 22/23         |
| Международные                | Международные | Международные | Международные | Международные | Международные | Международные | Международные |
| ---------------------------- | ------------- | ------------- | ------------- | ------------- | ------------- | ------------- | ------------- |
| Олимпийские игры             |               |               |               |               |               | 24            |               |
| Чемпионат мира               |               |               | 17            |               | 17            | 28            | 24            |
| Чемпионат Европы             |               |               | 11            | 17            |               | 20            | 16            |
| Челленджер. Budapest Trophy  |               |               |               |               | 3             |               |               |
| Челленджер. Nebelhorn Trophy |               |               |               | 4             |               |               |               |
| Tallink Hotels Cup           |               |               |               |               | 4             |               |               |
| Мемориал Дениса Тена         |               |               |               | 3             |               | 5             | 4             |
| EduSport Trophy              |               |               |               | 2             |               |               |               |
| Denkova-Staviski Cup         |               |               | 1             | 1             |               |               | 1             |
| Skate Victoria               |               |               | 2             |               |               |               |               |
| Crystal Skate                |               |               | 1             |               |               |               |               |
| Sofia Trophy                 |               |               | 1             | 1             | 2             | 2             |               |
| Универсиада                  |               |               |               |               |               |               | 12            |
| Международные среди юниоров  |               |               |               |               |               |               |               |
| Чемпионат мира               | 25            | 15            | 22            |               |               |               |               |
| Гран-при. США                |               |               |               | 11            |               |               |               |
| Гран-при. Словакия           |               |               | 11            |               |               |               |               |
| Гран-при. Канада             |               |               | 8             |               |               |               |               |
| Гран-при. Белоруссия         |               | 13            |               |               |               |               |               |
| Гран-при. Италия             |               | 15            |               |               |               |               |               |
| Гран-при. Чехия              | 15            |               |               |               |               |               |               |
| Гран-при. Словения           | 9             |               |               |               |               |               |               |
| NRW Trophy                   | 9             |               | 1             |               |               |               |               |
| Balkan Games                 |               | 1             |               |               |               |               |               |
| Open Ice Mall Cup            |               | 1             |               |               |               |               |               |
| Denkova-Staviski Cup         | 1             | 1             |               |               |               |               |               |
| Coppa Europa                 | 1             | 1             |               |               |               |               |               |
| Sofia Trophy                 | 2             | 1             |               |               |               |               |               |
| Skate Helena                 | 1             |               |               |               |               |               |               |
| Volvo Open Cup               | 4             |               |               |               |               |               |               |
| Национальные                 |               |               |               |               |               |               |               |
| Чемпионат Болгарии           | 1             |               | 1             | 1             | 1             |               | 1             |

| Соревнования                 | 13/14                        | 14/15                        | 15/16                        |
| Международные среди новичков | Международные среди новичков | Международные среди новичков | Международные среди новичков |
| ---------------------------- | ---------------------------- | ---------------------------- | ---------------------------- |
| Hellmut Seibt Memorial       |                              |                              | 1                            |
| Sofia Trophy                 |                              |                              | 1                            |
| Tallinn Trophy               |                              |                              | 1                            |
| Santa Claus Cup              |                              |                              | 2                            |
| Lombardia Trophy             |                              |                              | 2                            |
| Skate Celje                  |                              | 2                            |                              |
| Leu Scheu Memorial           |                              | 4                            |                              |
| Sportland Trophy             | 1                            |                              |                              |
| Skate Helena                 | 1                            | 1                            |                              |
| Denkova-Staviski Cup         | 1                            | 2                            | 2                            |
| Национальные среди юниоров   |                              |                              |                              |
| Чемпионат Болгарии           | 1                            | 1                            | 1                            |